# 齒管目
齒管目（學名：Chlamydodontida）是纤毛虫门叶咽纲叶咽亚纲之下旳一個目，由Deroux在1976年描述，包括六個科23個屬。

## 簡述
Chlamydodontida是一種體型從小到大的纖毛蟲，從背面到前面都是扁平的。他們通常自由浮動生活，但可以通過趨觸性的（thigmotactic）纖毛裝置錨定在地面上。

## 系統分類
叶咽纲物種成員的分類從1979年起到2008年間變化很大：在龚骏 (2005)修訂Small & Lynn (2002)的分類時，本目原為管口目之下的齿管亚目。
截至2019年9月17日，WoRMS紀錄本目包括以下五個科：
- Chilodonellidae
- Chitonellidae
- 齿管科 Chlamydodontidae Stein, 1859
- 冰原科 Kryoprorodontidae Alekperov & Mamajeva, 1992
- 林奇科 Lynchellidae Jankowski, 1968

有其他文獻還包括有第六個科腹管科（Gastronautidae Deroux, 1994），亦有將其置於斜管目（Chilodonellida Deroux, 1994）。